# Janvier, Sabin et Cie
Janvier, Sabin et Cie war ein französischer Hersteller von Automobilen und Motoren.

## Unternehmensgeschichte
Lucien Picker gründete 1912 das Unternehmen in Châtillon-sur-Bagneux. Im ersten Jahr entstand ein Rennwagen mit dem Markennamen Picker-Janvier. Janvier stellte überwiegend Motoren her, später auch komplette Automobile. Die zwischen 1921 und 1922 hergestellten Fahrzeuge vermarktete er unter dem Markennamen Musurus. Nach einigen Jahren ohne Automobilproduktion entstanden zwischen 1926 und 1928 erneut Fahrzeuge, die diesmal unter dem Markennamen Janvier vermarktet wurden. Neben der Fertigung eigener Automobile lieferte Janvier Einbaumotoren an andere Automobilhersteller.

## Fahrzeuge

### Markenname Picker-Janvier (1912)
Dieses war ein Rennwagen, der 1912 beim Autorennen auf der Rennstrecke von Le Mans eingesetzt wurde.

### Markenname Musurus (1921–1922)
Der Türke Musurus Bey war Auftraggeber und Namensgeber für diese Modelle. Für den Antrieb sorgte ein Vierzylindermotor. Die Fahrzeuge verfügten über einen Spitzkühler.

### Markenname Janvier (1926–1928)
Das Unternehmen bot die Vierzylindermodelle 11 CV mit 1996 cm³ und 15 CV mit 2983 cm³ Hubraum an.

## Motorenlieferungen
An folgende Automobilhersteller wurden Einbaumotoren geliefert: Anasagasti, Bergé, Best, Crespelle, De Bazelaire, KRC, S.U.P., Thomson und Tic-Tac.